# Chaetomitrium comorense
Chaetomitrium comorense là một loài Rêu trong họ Hookeriaceae. Loài này được Hampe ex Müll. Hal. mô tả khoa học đầu tiên năm 1876.